# Bemmel
Bemmel – miasto w prowincji Geldria, w Holandii. Według danych na rok 2018 miasto zamieszkiwało 11 730 osób, a gęstość zaludnienia wyniosła 3666 os./km².

## Klimat
Klimat jest morski. Średnia temperatura wynosi 9 °C. Najcieplejszym miesiącem jest czerwiec (18 °C), a najzimniejszym miesiącem jest styczeń (0 °C). 